# Dr. Jetrels Experiment
Dr. Jetrels Experiment (Originaltitel: Jetrel) ist die 15. Episode der ersten Staffel der US-amerikanischen Science-Fiction-Fernsehserie Star Trek: Raumschiff Voyager. Sie wurde in englischer Sprache erstmals am 15. Mai 1995 auf UPN ausgestrahlt. In Deutschland war sie zum ersten Mal am 20. September 1996 in einer synchronisierten Fassung bei Sat.1 zu sehen.

## Handlung
Im Jahr 2371 bei Sternzeit 48832.1 nähert sich ein kleines Raumschiff der Voyager und bittet um Kontakt zu dem talaxianischen Schiffskoch Neelix. Neelix identifiziert das Schiff als ein Shuttle der Haakonianer. Diese hatten gegen sein Volk Krieg geführt und vor 15 Jahren seine Heimatwelt Talax erobert. Der Pilot des Shuttles bittet um ein persönliches Treffen mit Neelix und meint, sein Leben könnte vielleicht davon abhängen. Als er sich als Dr. Ma’Bor Jetrel vorstellt, verlässt Neelix fluchtartig die Brücke. In einem privaten Gespräch erklärt er Captain Kathryn Janeway, Jetrel sei ein Massenmörder. Er war maßgeblich verantwortlich für die Entwicklung einer Massenvernichtungswaffe namens Metreon-Kaskade. Diese hatten die Haakonianer auf den Mond Rinax abgefeuert, von dem Neelix stammt. 300.000 Talaxianer wurden getötet, darunter Neelix’ gesamte Familie. Er selbst hatte nur überlebt, weil er sich zu dieser Zeit bei den Verteidigungskräften auf Talax befand. Es kam allerdings nicht mehr zum Verteidigungsfall, denn nach dem Einsatz der Metreon-Kaskade kapitulierte Talax.
Neelix lehnt es ab, sich mit Jetrel zu treffen, doch er gestattet Janeway, ihn an Bord zu lassen und in seinem Namen mit ihm zu sprechen. Jetrel unterrichtet sie darüber, dass die Metreon-Kaskade eine Krankheit namens Metremia verursacht. Da Neelix nach dem Einsatz der Waffe nach Rinax zurückgekehrt war, um nach Überlebenden zu suchen, könnte er sich die Krankheit zugezogen haben. Er sollte sich deshalb unbedingt einer Untersuchung mit Jetrels Spezialausrüstung unterziehen. Neelix weigert sich zunächst, lässt sich aber schließlich von Janeway und seiner Freundin Kes überreden. In einer Besprechung mit den Führungsoffizieren erklärt Jetrel, die Haakonianer hatten ursprünglich damit gerechnet, dass es ausschließlich durch den direkten Einsatz der Kaskade Todesopfer geben würde. Mit nachträglichen Opfern durch Strahlenvergiftung hatten sie nicht gerechnet. Neelix gibt nichts auf diese Rechtfertigung. Nach der anschließenden Untersuchung teilt ihm Jetrel mit, dass er bei ihm Metremia im Anfangsstadium festgestellt hat.
Neelix versucht, die Situation gegenüber Kes herunterzuspielen, aber sie merkt, dass er sie nur beschützen will, und versichert ihm, dass sie dies mit ihm gemeinsam durchstehen will. Zu Janeways Überraschung zeigt Jetrel unterdessen ein großes Interesse am Transportersystem der Voyager. Er erklärt, dieses sei der Grund, warum er überhaupt nach Neelix gesucht hätte. Mit der einzigartigen Technologie der Voyager hofft er, eine Probe aus der Metreon-Wolke an Bord beamen zu können, die Rinax umgibt. Er wäre dann in der Lage, das Isotop zu isolieren, das für die Erkrankung mit Metremia verantwortlich ist, und anschließend könnte er ein Gegenmittel herstellen. Janeway ist beeindruckt von diesem Plan und lässt sofort Kurs auf Talax setzen.
Durch die Wartezeit während des Flugs hat Neelix eine Gelegenheit zu einem Gespräch mit Jetrel. Er macht ihm Vorwürfe, denn Jetrel hätte seiner Meinung nach sein Militär dazu drängen sollen, die Metreon-Kaskade auf ein unbewohntes Ziel abzufeuern, statt auf Rinax. Jetrel rechtfertigt sich, man hätte nicht auf ihn gehört. Er bedauert auch nicht, die Kaskade entwickelt zu haben, denn ihre Entwicklung war wissenschaftlich unvermeidlich und wenn er nicht gewesen wäre, hätte es einfach ein anderer getan. Neelix erzählt von den furchtbaren Zuständen, die er bei seiner Rückkehr nach Rinax vorgefunden hat. Jetrel meint, es wäre völlig unmöglich, sich für seine Taten bei Neelix zu entschuldigen, darum habe er es gar nicht erst versucht. Er erzählt, dass nicht nur Neelix durch die Kaskade seine Familie verloren hat, sondern auch er selbst. Nach dem Einsatz auf Rinax hielt seine Frau ihn für ein Monster und verließ ihn zusammen mit ihren Kindern. Neelix möchte wissen, ob er sich selbst auch als Monster sieht. Jetrel bestätigt dies. An dem Tag, als die Kaskade getestet wurde und er ihr Licht sah, das heller als tausend Sonnen strahlte, wusste er genau, was aus ihm geworden war. Neelix hofft, dass er noch sehr lange mit dieser Erkenntnis zu leben hat. Jetrel muss ihn jedoch enttäuschen. Er offenbart Neelix, dass er selbst an Metremia leidet und in wenigen Tagen sterben wird.
Neelix wird nun von eigenen Schuldgefühlen geplagt. Er hat Albträume und als die Voyager Rinax erreicht, wirkt der Anblick der Metreon-Wolke, die seine Heimat verhüllt, äußerst bedrückend auf ihn. Er zieht sich in seine Küche zurück, wo ihn Kes findet. Neelix gesteht ihr, dass er nicht die Wahrheit erzählt hat. Als Rinax angegriffen wurde, war er tatsächlich auf Talax, doch nicht bei den Verteidigungskräften. In Wirklichkeit hatte er sich vor ihnen versteckt, da er zu feige zum Kämpfen gewesen war. Der eigentliche Grund für seinen Hass auf Jetrel ist nicht, dass seine Familie seinetwegen starb, sondern dass er nicht unternommen hatte, um Jetrel aufzuhalten.
Jetrel bereitet unterdessen auf der Krankenstation gemeinsam mit dem holografischen Doktor der Voyager einen Test vor. Sie beamen eine Probe in einen Behälter, doch dann deaktiviert Jetrel plötzlich den Doktor und setzt seine Arbeit allein fort. Neelix hat sich nach seinem Gespräch mit Kes dazu entschieden, noch einmal mit Jetrel zu reden. Als er die Krankenstation betritt, meint Jetrel, er wäre sehr beschäftigt und Neelix solle später wiederkommen. Neelix bemerkt, dass die Probe im Behälter eine seltsame, organisch wirkende Form annimmt. Er will von Jetrel wissen, was genau er da tut, doch der betäubt Neelix kurzerhand mit einem Hypospray.
Als niemand auf der Krankenstation antwortet, lässt Janeway Sicherheitschef Tuvok nach Jetrel suchen. Er macht ihn im Transporterraum ausfindig, wo er sein Experiment fortsetzen will. Jetrel ist nun gezwungen, seine wahren Absichten offenzulegen: Er möchte die Opfer von Rinax zurückbringen. Er hat entdeckt, dass sich ihre Bio-Materie immer noch innerhalb der Metreon-Wolke befindet. Mithilfe medizinischer Aufzeichnungen will er die Gene einzelner Personen isolieren und mit dem Transporter wieder zusammensetzen. In Wirklichkeit hat Neelix gar kein Metremia; dies war nur eine Ausrede, damit Jetrel den Transporter der Voyager nutzen konnte. Janeway und Tuvok halten es für unwahrscheinlich, dass Jetrels Plan funktioniert. Neelix hingegen ist beeindruckt und bitte die beiden, es ihn versuchen zu lassen. Janeway gestattet es und tatsächlich gelingt es Jetrel, eine schemenhafte Gestalt auf der Transporterplattform zu materialisieren. Sie setzt sich jedoch nicht zu einer Person zusammen und der Versuch muss abgebrochen werden. Jetrel erkennt, dass sein Vorhaben gescheitert ist, und bricht zusammen. Die noch verbleibenden Stunden seines Lebens verbringt er auf der Krankenstation und kurz vor Jetrels Tod stattet ihm Neelix einen Besuch ab, der ihn wissen lässt, dass er ihm seine Taten vergibt.

## Verbindungen zu anderen Star-Trek-Produktionen
Die Folge 1.19 (Der undurchschaubare Marritza) von Star Trek: Deep Space Nine aus dem Jahr 1993 diente als Vorbild für Dr. Jetrels Experiment. Beide sind kammerspielartig inszeniert und auf zwei Personen fokussiert. Beide Folgen thematisieren eine schwere historische Schuld. Während Der undurchschaubare Marritza eine Anspielung auf den Holocaust ist, ist Dr. Jetrels Experiment eine auf die Atombombenabwürfe auf Hiroshima und Nagasaki.

## Produktion

### Drehbuch
Dr. Jetrels Experiment thematisiert die Atombombenabwürfe auf die japanischen Städte Hiroshima und Nagasaki im August 1945. Kenneth Biller beschäftigte sich für seine Arbeit an dem Drehbuch intensiv mit der Geschichte dieser Abwürfe. Unter anderem sah er sich Filmaufnahmen von Personen mit Strahlenkrankheit an, was für ihn eine äußerst bedrückende Erfahrung war. Biller legte Jetrel mehrere Zitate von J. Robert Oppenheimer, dem „Vater der Atombombe“, in den Mund.

### Darsteller
James Sloyan, Darsteller von Jetrel, hatte zuvor bereits den romulanischen Admiral Jarok in Folge 3.10 (Der Überläufer) und den Klingonen K’mtar in Folge 7.21 (Ritus des Aufsteigens) von Raumschiff Enterprise – Das nächste Jahrhundert gespielt. Er spielte auch Dr. Mora Pol in zwei Folgen von Star Trek: Deep Space Nine.

### Modelle
Für das haakonianische Shuttle wurde das modifizierte Modell des tarellianischen Raumschiffs aus Folge 1.11 (Die Frau seiner Träume) von Raumschiff Enterprise – Das nächste Jahrhundert wiederverwendet.

## Rezeption
Keith DeCandido bewertete Dr. Jetrels Experiment 2020 auf tor.com als eine der besten Folgen von Star Trek: Raumschiff Voyager. Ethan Phillips hat hier erstmals seit dem Pilotfilm die Gelegenheit, sein schauspielerisches Talent voll zu entfalten, und nutzt dies grandios. In den vorangegangenen Folgen war seine Figur Neelix eher als Witzfigur dargestellt worden. Dr. Jetrels Experiment ändert dies nicht nur, sondern liefert für diese Darstellung auch noch eine nachträgliche Rechtfertigung: Neelix hat durch den Angriff der Haakonianer alles verloren und macht sich schwere Vorwürfe wegen seiner Feigheit. Für DeCandido ist es daher folgerichtig, dass er sein wahres Selbst hinter einer Witzfigur versteckt. Auch James Sloyans Darstellung als Jetrel fand DeCandido großartig.
Monita Mohan zählte Dr. Jetrels Experiment 2022 auf der Website collider.com zu den 25 besten Folgen von Star Trek: Raumschiff Voyager.